# Cec McCormack
John Cecil McCormack, plus connu sous le nom de Cec McCormack (né le 15 février 1922 à Chester-le-Street dans le comté de Durham, et mort en 1995), est un footballeur anglais, qui évoluait au poste d'attaquant,,.

## Palmarès
Barnsley
- Championnat d'Angleterre de deuxième division :
  - Meilleur buteur : 1950-1951 (33 buts).